# Stufenvertretung
Unter Stufenvertretung versteht man eine Hierarchiestruktur der Personalräte in Bezug auf ihren Zuständigkeitsbereich. In größeren Behörden ist es üblich, einen örtlichen Personalrat für jede Dienststelle und einen Gesamtpersonalrat für die gesamte Behörde ansässig zu haben. Darüber hinaus agiert in der Regel der Bezirkspersonalrat auf Bezirksebene und der Hauptpersonalrat im Geschäftsbereich eines Ministeriums.

## Stufenvertretungen in Niedersachsen
Durch die Abschaffung der Bezirksregierungen und den darauf folgenden Entfall der Bezirkspersonalräte sind alle Mitarbeiter in den Behörden durch örtliche Personalräte und Gesamtpersonalräte vertreten. Als nächste Instanz folgt der Hauptpersonalrat, welcher sich um landesweite Themen kümmert und dazu Anregungen von den Personalräten vor Ort erhält.